# مهمة التصميم المرجعية 3.0

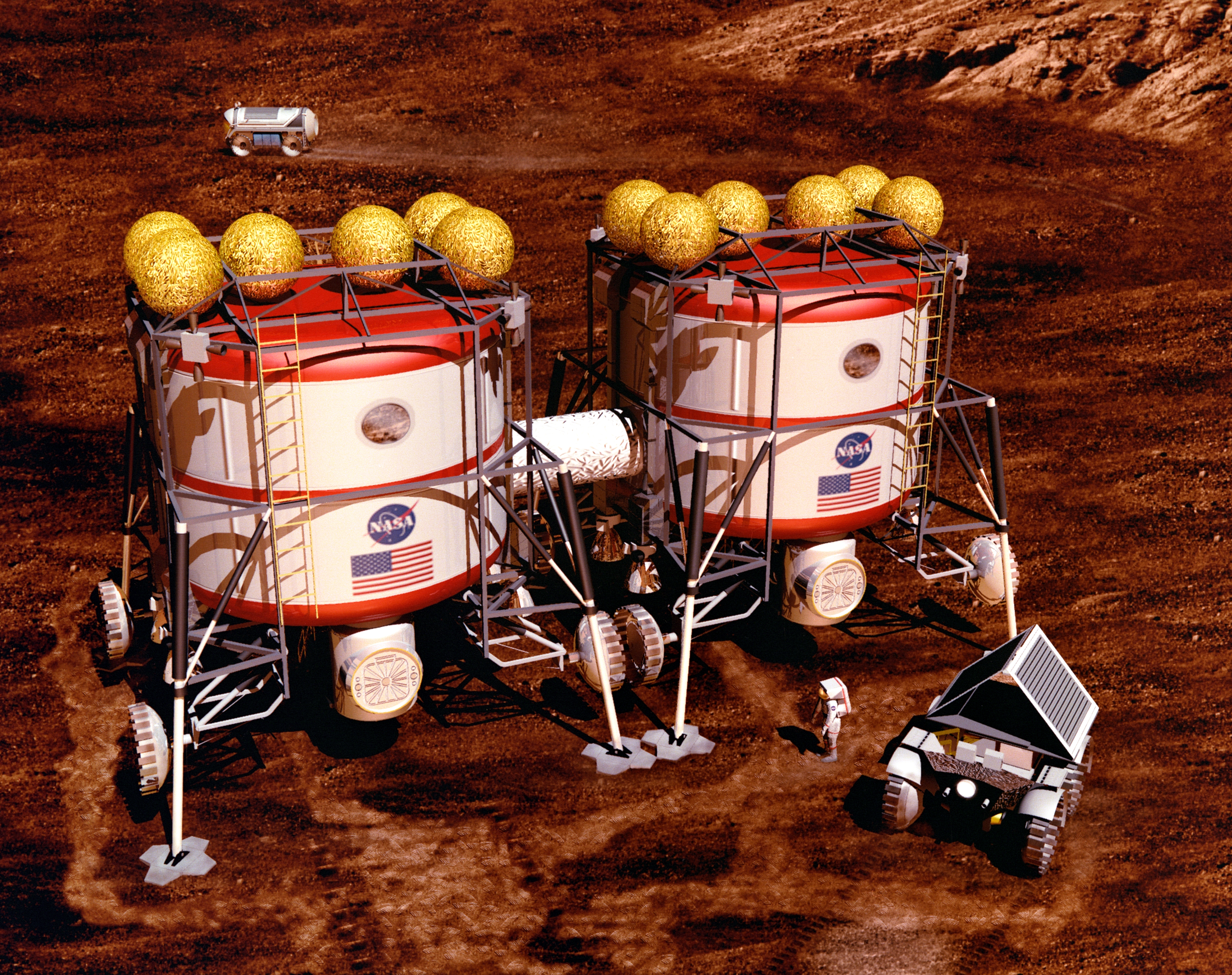
هكذا العمل في الفضاء الخارجي

مهمة التصميم المرجعية 3.0 التابعة لناسا هي دراسة لإرسال مهمة فضائية بشرية إلى المريخ في تسعينات القرن العشرين. كانت خطةً هندسية لاستكشاف البشر للمريخ، وأُصدرت في عام 1998 كإضافة لخطط تصميمية سابقة أُصدرت في عام 1994. شملت الخطة إطلاق سلسلة من المهمات المتعددة لإرسال العديد من المركبات الفضائية، وأجهزة الاستكشاف السطحية، وطاقم بشري، وإعادة الطاقم إلى الأرض في بداية القرن الحادي والعشرين. استُكشفت تقنيات مختلفة لإطلاق الحمولات إلى الفضاء، وإرسالها إلى المريخ، ولتقليل الوزن الإجمالي للمهمة من خلال تقنيات أو أساليب مختلفة بما في ذلك استخدام الطاقة النووية والشمسية والكبح الجوي واستخدام الموارد في الموقع على المريخ.

## نظرة عامة
أُجريت الدراسة من قبل فريق استكشاف المريخ التابع لناسا في مركز جونسون للفضاء (جاي إس سي) التابع لناسا في تسعينات القرن العشرين. قام موظفون يمثلون عدة مراكز ميدانية تابعة لناسا بصياغة «مهمة مرجعية» لاستكشاف الإنسان للمريخ. شملت الخطة أولى المهمات البشرية إلى المريخ مع العمليات والتقنيات التي ستُستخدم كخطوة أولى في هندسة المهمة. تعتمد بنية مهمة المريخ المرجعية على خطط سابقة، بشكل أساسي على عمل مجموعة التركيب (1991) ومفاهيم روبرت زوبرين (1991) لاستخدام وقود مُشتق من غلاف المريخ الجوي. كان الغرض الأساسي من المهمة المرجعية هو تحفيز المزيد من التفكير وتطوير أساليب بديلة يمكن أن تحسن الفعالية وتقلل المخاطر والتكلفة.
يذكر تقرير نسخة المهمة المرجعية 3.0 ما يلي:
بدءً من المهمة المرجعية الأصلية (الإصدار 1.0)، تطورت إستراتيجية الاستكشاف البشري للمريخ من شكلها الأصلي إلى كتلة نظام مصغرة، واستخدام مركبات إطلاق أصغر وأكثر منطقية، واستخدام تقنيات أحدث. إن الدافع وراء الخطوات التي اتخذها فريق الاستكشاف هو الحاجة إلى تقليل كتلة مهمات إرسال الحمولات إلى المريخ، فضلًا عن التكلفة الإجمالية للمهمة، دون مخاطر إضافية. من خلال التخلي عن الحاجة لمركبة إطلاق ثقيلة كبيرة وحذف مهمات توصيل المساكن الزائدة عن الحاجة في الإصدار 3.0، لم يعد هناك حاجة لعمليتي إطلاق من الأرض. تضمنت النتيجة النهائية المهمة المرجعية 3.0 الحالية التي تشمل نصف كتلة مهمة 1993/1994 المرجعية.

## جوانب المهمة
- مركبات الشحن[1]
- مركبات مأهولة
- مركبة هبوط سطحية
- مسكن سطحي قابل للنفخ
- مركبة الإطلاق ماجنوم
- دراسات عن محركات الدفع تشمل
  - صاروخ حراري نووي
  - الطاقة الشمسية الكهربائية
- مركبة عودة إلى الأرض
- كبح جوي في غلاف المريخ الجوي
- جمع الموارد في الموقع
- أدوات أخرى متفرقة

## عناصر المهمة
شملت مهمة التصميم المرجعية 3.0 مجموعة متنوعة من المؤسسات والمركبات والمفاهيم التي استُكشفت بدرجة أكبر.
أمثلة:
- مركبة الإطلاق المتطورة المستهلكة (إس إس إل في)[1]
- مركبة دخول الأرض
- وحدة التنقل خارج المركبة
- وحدة الدفع الكهربائي
- مركبة العودة إلى الأرض
- الأنشطة خارج المركبة
- مساكن المريخ
- مركبة إطلاق ذات رفع ثقيل
- الكتلة الأولية في المدار الأرضي المنخفض
- استخدام الموارد في الموقع
- صاروخ معزز للعودة إلى الأرض
- نظام دعم الحياة
- مركبة الصعود من سطح المريخ
- مركبة النقل المريخية
- الدفع الحراري النووي
- صاروخ نووي حراري
- مركبة أبحاث تحكم مضغوطة
- إدارة وتوزيع الطاقة
- مصفوفات شمسية
- نظام تحكم رد فعلي
- مركبة مشتقة من تصميم مكوك الفضاء
- دفع كهربائي بالطاقة الشمسية
- نظام نقل فضائي
- مسكن مؤقت
- نظام الحماية الحرارية

المؤسسات
- مركز أميس للأبحاث
- مركز مارشال لرحلات الفضاء
- مختبر الدفع النفاث
- مركز جونسون للفضاء
- مركز كنيدي للفضاء
- مركز لانغلي البحثي
- مركز لويس للأبحاث (أعيدت تسميته لاحقًا بمركز أبحاث جلين)

## خطة المهمة
يسلط الرسم المجاور الضوء على التسلسل المحتمل لعمليات الإطلاق إلى المريخ والتصميم العام للمهمة. على اليسار، تظهر سلسلة عمليات الإطلاق التي من شأنها إرسال عناصر المهمة إلى المريخ، وعلى واليمين، تظهر آلية استخدامها. العنصر الرئيسي الذي يجب إرساله هو مركبة العودة إلى الأرض، التي ستستخدم الكبح الجوي للدخول في مدار حول المريخ. بعد ذلك، سترسل مركبة الهبوط معدات مهمة إلى سطح المريخ، التي ستستخدم الكبح الجوي أيضًا. أخيرًا، سيهبط الطاقم البشري على السطح وسيستخدم الأجهزة المثبتة مسبقًا لإكمال المهمة ثم العودة إلى الأرض. ستستخدم هذه الخطة وقودًا مُنتجًا على المريخ للعودة إلى الأرض على متن مركبة الصعود عن سطح المريخ. عملية الكبح الجوي وإنتاج الموارد في الموقع هي أساليب تهدف لتقليل الوزن الإجمالي للمهمة عند الإطلاق.